# Viseći most
Viseći most vrsta je mosta s rasponskim sustavom koji se sastoji od para visećih užadi i pilona. Prvi moderni primjerci ovog tipa mosta izgrađeni su početkom 1800-ih. Jednostavni viseći mostovi, koji nemaju vertikalne pilone, imaju dugu povijest u mnogim planinskim dijelovima svijeta.
Viseća užad mora biti usidrena na svakom kraju mosta, budući da se svako opterećenje primijenjeno na most pretvara u napetost u tim glavnim užadima. Glavna užad nastavlja se preko stupova do potpornja i dalje do spojeva sa sidrima u tlu. U nekim okolnostima, tornjevi mogu biti na litici ili rubu kanjona gdje cesta može ići izravno do glavnog raspona, inače će most obično imati dva manja raspona, koji se protežu između bilo kojeg para stupova i ceste, koji mogu biti poduprti visećim užadima ili vlastitom rešetkastom konstrukcijom.
Viseći mostovi jedni su od najstarijih tipova mostova. Građeni su od neolitika, koristeći vreće s biljkama kao potpore za temelje mosta. U Indiji su se oko 4. stoljeća počele graditi puno čvršće konstrukcije, pa su kao nosače koristili upletene bambuse, a kasnije i željezne lance. Britanski, francuski, američki i drugi inženjeri u kasnom 18. i ranom 19. stoljeću suočavali su se s ozbiljnim problemima stabilnosti i čvrstoće protiv sila vjetra, velikih opterećenja, jakih oluja, velikih snježnih padalina i stada stoke. Najveću zaslugu za rješavanje tih problema ima američki inženjer njemačkog podrijetla John Roebling, koji je problem riješio dodavanjem rešetkaste strukture sa svake strane svojih mostova. Čineći to, proizveo je strukturu dovoljno jaku da uspješno premosti rijeku Niagaru, zatim rijeku Ohio u Cincinnatiju i konačno East River između Brooklyna i Manhattana u New Yorku u svom preuređenju Brooklynskog mosta.
Neko vrijeme oko 1930-ih američki su inženjeri eksperimentirali s vrlo uskim krutim užadima kao nosačima grede mosta, umjesto rešetkaste strukture, ali nakon što se most Tacoma Narrows srušio 1940. zbog aerodinamičkih sila (jako se klatio čak i pri slabom vjetru), odustali su od toga i vratili se provjerenim metodama. Kasnije su aerodinamički stabilni nosači zamijenili rešetkaste strukture.
Krajem 1980-ih samo su tri viseća mosta - Golden Gate u San Franciscu, Verrazano-Narrows u New Yorku i Humber Bridge kod Hulla u Engleskoj imala raspon veći od 1200 metara, a danas ih ima jako mnogo. Najveći raspon od 2,023 metara ima most „Čanakale 1915” koji premošćuje Dardanele u Turskoj, sagrađen 2022. godine. Most Akashi Kaikyo u Japanu od 1,991 metara drugi je najveći na svijetu.

## Galerija
- Most Akashi Kaikyo
- Széchenyijev lančani most
- Most Jangsigang Jangce u Kini.
- Most Abrišam u Iranu.